# Edendale (Los Ángeles)

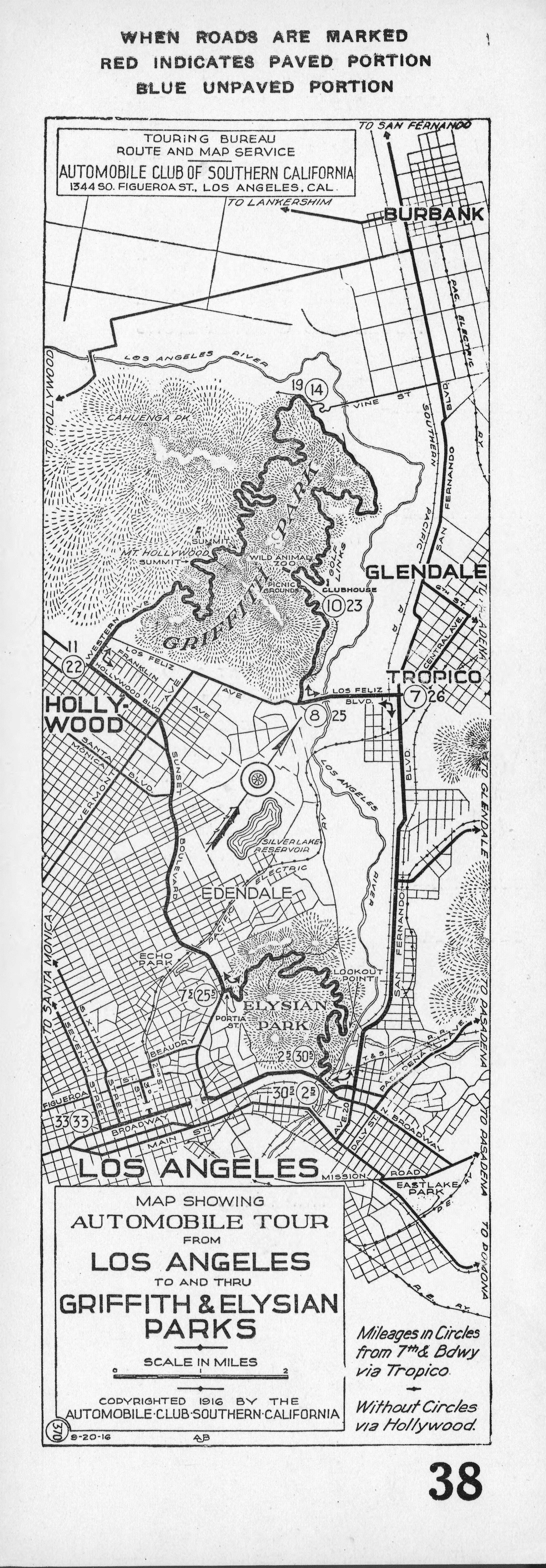
Mapa de 1916 que muestra la ubicación de Edendale (centro)

Edendale es el nombre de un distrito histórico de Los Ángeles, en California, en lo que hoy se conoce como los barrios de Echo Park, Los Feliz y Silver Lake.

## Historia
En la era del cine mudo de principios del siglo XX, Edendale era ampliamente conocido porque allí estaban ubicados los mayores estudios cinematográficos de la costa oeste de los Estados Unidos. Por ejemplo, allí estaban los Keystone Studios. La presencia de importantes estudios cinematográficos hizo que se estrenaran aquí numerosas películas, como es el caso de la primera cinta de Charlie Chaplin (Making a Living) y del primer largometraje de comedia (Tillie's Punctured Romance). Los estudios de Edendale se concentraron principalmente en un área de cuatro cuadras en Allesandro Street entre Berkeley Avenue y Duane Street. Más tarde, Allesandro Street pasó a llamarse Glendale Boulevard. El apogeo como centro de la industria cinematográfica fue en la primera década de 1900. Ya en la década de 1920 los estudios se trasladaron a otros lugares y principalmente a Hollywood que se convertiría en la capital mundial del cine..
Más tarde, en los años previos a la Segunda Guerra Mundial, Edendale se convirtió en una gran comunidad de artistas. También acogió a una gran comunidad de rusos de la costa este de los Estados Unidos o emigrados de la Unión Soviética. Edendale fue popular hasta al menos la década de 1940 debido a la presencia de Pacific Electric Railway, que operaba una línea de tren con sus famosos Red Cars que unía el vecindario con el centro de Los Ángeles. Después de 1940, las líneas cerraron brindando sólo servicio local en la línea Glendale-Burbank, mientras que el servicio se interrumpió permanentemente en 1955.